# ノーラ・コーリ
ノーラ・コーリ（英語: Nora Kohri）は、海外出産・育児コンサルタント、国際精神医学ソーシャルワーカー、アメリカの公認免許取得カウンセラー（LCSW, LMSW, MSW)、国際医療ソーシャルワーカー、バイリンガルコンサルタント、海外幼児教育コンサルタント、ライター、通訳（妊娠、出産、育児、医療、福祉、教育）。東京生まれ、アメリカ、カナダ、シンガポール、沖縄に住み、2022年より、アメリカ、ニューヨークに在住。

## プロフィール
カタカナ名を使っているが、日本人の両親のもと、日本人として生まれる。しかし、父親の仕事で小学校をニューヨークで過ごすことから人生が変わる。中学校は日本で過ごしたが、どうも日本が肌に合わず、高校で再び父親の転勤でカナダへ渡った際は水を得た魚。大学はカナダに残るが、卒業と共にやむなく帰国。今度は夫の転勤でシンガポール。シンガポールでの出産をきっかけに世界のお産や子育てに興味をいだく。帰国。次はニューヨーク。コロンビア大学の大学院へ40代で進む。カウンセリングを学び、障がい者施設の館長に就任。さらにソーシャルワーカーとしての国家試験に合格して免許取得。2017年沖縄に移り、米軍基地内で幼児虐待、家庭内暴力を専門とするカウンセラーをし、これらのテーマで講師を勤める。2022年再びニューヨークへ戻る。世界を旅し、訪れた国は30カ国ほどにおよぶ。名前も5回変わり、ようやく希望の名前に落ち着く。

## 著作
- 「海外で安心して赤ちゃんを産む本」　（ジャパンタイムズ）
- 「海外で安心して子育てをする本」　（ジャパンタイムズ）
- 「使用人との上手なつきあい方」 （ケア・ワールド）
- 「海外で暮らすためのとりあえず英会話」　（NOVA）
- 「英語のできる子どもに育てる」　（ジャパンタイムズ）
- 「愛は傷つけない－DV・モラハラ・熟年離婚：自立のためのガイドブック」（梨の木舎）
- 「世界から学ぶシンプルライフ」（デザインエッグ株）
- 「働き方探し、仕事探し－30代、40代で再就職を考えているあなたへ」（ケア・ワールド）

## 寄稿記事
- 「変わりつつある海外の母親」　（月刊　海外子女教育　1994）
- 「学校給食から世界をのぞく」　（月刊　海外子女教育 1995）
- 「プライバシー丸見えの表札」　（朝日新聞　「声」1995）
- 「欧米のしつけに驚く日本人」　（学研　ほっぺんくらぶ 1995）
- 「海外生まれの海外育ちも帰国子女？」（私情つうしん 1995）
- 「アメリカと銃とこどもたち」　（月刊　海外子女教育 1996）
- 「ちゃんぽんで話してもええやないか！―　キコクの主張」　（私情つうしん 1996）
- 「さらにこだわろう、海外子女、帰国子女」　（私情つうしん）
- 「海外で幼児を育てる」（前編・後編）　（月刊　海外子女教育 1996）
- 「海外での妊娠、出産、育児の現状」　（母子保健 1996）
- 「欧米と日本の学校の違い」　（月刊　海外子女教育 1996）
- 「日本にもウィメンズクリニックを」　（国際看護 1997）
- 「忘れようにも忘れられない海外で受けた差別」　（私情つうしん 1997）
- 「気をつけ！休め！小学校に軍隊はいらない」　（朝日新聞　「声」1997）
- 「国際人になれなくて」　（私情つうしん 1998）
- 「こども達、ありがとう：子育てで私が得たもの」　（赤ちゃんとママ 1998）
- 「背の高さで整列、自身喪失にも....」　（日経新聞「ひとこと言わせて」 1998）
- 「ヘボン式に疑問」　（私情つうしん 1998）
- 「乳幼児を連れて海外へ」　（98年度版　海外赴任ガイド）
- 「海外で育つ幼児に対する心のケア」　（月刊　海外子女教育 1998）
- 「海外で育つ幼児のことばについて」　（月刊　海外子女教育 1999）
- 特集：「日本の幼稚園」　（日経海外生活情報誌「ほっとウィンド」1999）
- 連載：「ノーラ・コーリの子育てエッセイ」　（すい～とは～と）
- 連載：「海外子育て事情」　（学研：Tiny）
- 海外でのよい小児科医の探し方　（「海外医療」海外生活と子供の健康 1999）
- 「海外での幼稚園選び」　（「海外子女教育」2000）
- Not being able to become an International person (Among Worlds)
- 連載：「帰国キッズから見た日本」　（あかまんまみ～あ)
- 連載：「ノーラ・コーリの世界の子育て事情」（NHKすくすくネットワーク　2002~2003）
- 「在留邦人からみた医療衛生状況　－　ニューヨーク　－」　（「海外勤務と健康」海外勤務健康管理センター）
- 「子どものしつけは一貫性が必要」　（読売新聞　「Look にっぽん」）
- Look at ME ! Not my Color (Among Worlds, 2004)
- Global Gypsy (Among Worlds, 2004)
- 「パナマでのお産」　　（海外邦人医療基金　ニュースレター）
- 「歯列矯正の日米比較　－　体験談」　　（海外邦人医療基金　ニュースレター）
- 「世界のゆらゆら事情」　（赤ちゃんとママ, 2003）
- 連載：「ノーラ・コーリのアメリカで子育てを楽しむ」　（Daily Sun - New York　日系コミュニティー誌）
- 「各国ビックリ出産事情」　（CREA 2005）
- 「世界の子育て－世界から見る日本の子ども達」　（「家庭科」2007 全国家庭科教育協会）
- 「世界のクリスマス」　（別冊PHP 2007）
- 「女性が気づかないうちに縛られている父権制とは何か」　(｢婦人新報｣ 2008 財団法人日本キリスト教　婦人矯風会
- At a Loss for Words - In Two Languages! (Among Worlds, 2009)
- 「世界の小学校教育－教師の力量が問われる自由尊重の選択肢の多い教育」（「マガジンアルク」2009）
- 「世界の小学校英語教育事情　－　アメリカ」　子ども英語　（アルク）2010
- 連載：「インドのお産」　（海外邦人医療基金　ニュースレター 2010）
- 連載：「インドの子育て」　（海外邦人医療基金　ニュースレター 2010）
- 「その子らしさ」を丸ごと受け入れよう　（のびのび子育て, 2010, PHP）
- 「世界の赤ちゃんお祝いイベント」（赤ちゃんBonjour Ach, 2010）
- 「調乳済みミルクを日本にも」（Milk for Japan, 2011）
- Keep Moving (Among Worlds, 2011)
- Compromising Happiness (Among Worlds, 2012)
- 連載：「アラブ首長国連邦のお産」　（海外法人医療基金ニュースレター 2012）
- 連載：「アラブ首長国連邦の子育て」　（海外法人医療基金ニュースレター 2012）
- 連載：「中国のお産」　（海外法人医療基金ニュースレター 2013）
- 連載：「中国の子育て」　（海外法人医療基金ニュースレター 2013）
- 特集：「海外での幼稚園選び」　（海外子女教育 2014）
- 連載：「イタリアのお産」　（海外法人医療基金ニュースレター 2014）
- 連載：「イタリアの子育て」　（海外法人医療基金ニュースレター 2014）
- 「世界の離乳食事情」　（赤ちゃん Bonjour Ach, 2014）
- 「世界の子育てから日本の未来を見つめる」　（歴史地理教育, 2014）
- 連載：「ベトナムでのお産」　（海外法人医療基金ニュースレター 2015）
- 連載：「ベトナムの子育て」　（海外法人医療基金ニュースレター 2015）
- 連載：「フィンランドでのお産」　（海外法人医療基金ニュースレター 2017）
- 連載：「フィンランドの子育て」　（海外法人医療基金ニュースレター 2017）
- 連載：「スウェーデンでのお産」　（海外法人医療基金ニュースレター 2017）
- 連載：「スウェーデンの子育て」　（海外法人医療基金ニュースレター 2018）
- 「世界の父親の子育て」（チャイルドヘルス 2018）
- 連載：「フィリピンでのお産」　（海外法人医療基金ニュースレター 2018）
- 連載：「フィリピンの子育て」　（海外法人医療基金ニュースレター 2018）
- 「登園拒否」　（月刊　海外子女教育 2019年1月）
- 連載：「台湾でのお産」（海外法人医療基金ニュースレター 2019）
- 連載：「台湾での子育て」（海外法人医療基金ニュースレター 2019）
- 「甘え」は Love me! のサイン　（世界の児童と母性Vol 86, 10月2019年）